# キクカワエンタープライズ
キクカワエンタープライズ株式会社（英: KIKUKAWA ENTERPRISE, INC. ）は、製材・木工機械、プリント基板加工機、各種NC制御加工機等の工作機械の製造・販売するメーカーである。

## 概要
製材・木工機械大手の大手で、木工機械の技術を活用してプリント基板やプラスチック加工など加工機も製造している。

木工機械メーカーとしては珍しい上場企業であるが、創業家による同族経営が続いている。創業家は江戸時代末期から釘や大工道具を作っていた。

## 主力製品・事業
- 製材設備
- プリント配線板加工設備
- フラットパネルディスプレイ加工設備
- 発泡・車両関連加工機
- 航空機関連加工機

## 主要事業所
- 本社・本社工場 - 三重県伊勢市大湊町85
- 伊勢新工場 - 三重県伊勢市朝熊町3477-36
- 営業所 - 東京、大阪、名古屋、九州

## 沿革
- 1897年（明治30年） - 合名会社菊川鉄工所創業。
- 1954年（昭和29年） - 株式会社菊川鉄工所改組。
- 1964年（昭和39年） - 大阪証券取引所第2部、名古屋証券取引所第2部に株式を上場。
- 2012年（平成24年） - キクカワエンタープライズ株式会社に社名変更[2]。
- 2013年（平成25年） - 大阪証券取引所と東京証券取引所の現物株市場統合に伴い、東京証券取引所2部に上場。